# مابل آلوارز
مابل آلوارز (انگلیسی: Mabel Alvarez؛ ۲۸ نوامبر ۱۸۹۱ – ۱۳ مارس ۱۹۸۵) یک نقاش اهل ایالات متحده آمریکا بود.